# Tommy Björnquist
Tommy Björnquist, född Johansson den 3 oktober 1958 i Snavlunda, är en svensk före detta friidrottare (sprinter) och bobsleighåkare. Han tävlade för IF Göta i friidrott och för Djurgårdens IF i bob. Han blev 1987 Stor grabb nummer 365 i friidrott.
Vid det första världsmästerskapet i friidrott år 1983 deltog han i det svenska stafettlaget på 4x400 meter. Laget tog sig till final och blev där sjua, övriga deltagare var Eric Josjö, Sven Nylander, Per-Ola Olsson samt Ulf Sedlacek.
Vid sommar-OS 1984 deltog han på 400 meter (oplacerad) och i stafett 4x400 meter där man nådde semifinal. Vid vinter-OS 1984 var han med i det svenska laget som kom på 21:a plats i 4-mansbob.

## Personliga rekord
- 100 m: 10,52 s (Växjö, 24 augusti 1984)[10]
- 200 m: 21,01 s (Borås 23 augusti 1983)[11]
- 400 m: 46,19 s (Växjö 25 augusti 1984)[12]

### Fotnoter
1. 1 2 3 4 5 6   Svenska Mästerskapen i friidrott 1896-2005. Trångsund: Erik Wiger/TextoGraf Förlag. 2006. ISBN 91-631-9065-6, sid 37
2. 1 2 3 4 5   Svenska Mästerskapen i friidrott 1896-2005. Trångsund: Erik Wiger/TextoGraf Förlag. 2006. ISBN 91-631-9065-6, sid 40
3. 1 2   Svenska Mästerskapen i friidrott 1896-2005. Trångsund: Erik Wiger/TextoGraf Förlag. 2006. ISBN 91-631-9065-6, sid 41
4. 1 2 3 4 5   Svenska Mästerskapen i friidrott 1896-2005. Trångsund: Erik Wiger/TextoGraf Förlag. 2006. ISBN 91-631-9065-6, sid 45
5. 1 2 3 4   Svenska Mästerskapen i friidrott 1896-2005. Trångsund: Erik Wiger/TextoGraf Förlag. 2006. ISBN 91-631-9065-6, sid 153
6. ↑   Svenska Mästerskapen i friidrott 1896-2005. Trångsund: Erik Wiger/TextoGraf Förlag. 2006. ISBN 91-631-9065-6, sid 159
7. 1 2  SOK:s personsida (Tommy Björnquist) Arkiverad 28 augusti 2010 hämtat från the Wayback Machine.
8. ↑  friidrott.se:s Stora Grabbar-sida Arkiverad 31 mars 2016 hämtat från the Wayback Machine. Läst 2015-06-24
9. ↑  Stora grabbars märke Läst 2015-06-24
10. ↑   Sverigebästa genom tiderna i friidrott. Trångsund: Bengt Holmberg/TextoGraf Förlag. 2009. ISBN 978-91-977146-3-1, sid 16
11. ↑   Sverigebästa genom tiderna i friidrott. Trångsund: Bengt Holmberg/TextoGraf Förlag. 2009. ISBN 978-91-977146-3-1, sid 50
12. ↑   Sverigebästa genom tiderna i friidrott. Trångsund: Bengt Holmberg/TextoGraf Förlag. 2009. ISBN 978-91-977146-3-1, sid 77